# Coenosia brevisquama
Coenosia brevisquama är en tvåvingeart som beskrevs av Assis-fonseca 1966. Coenosia brevisquama ingår i släktet Coenosia och familjen husflugor. Inga underarter finns listade i Catalogue of Life.